# Geschubde ibis
De geschubde ibis (Bostrychia rara) is een vogel uit de familie Threskiornithidae (Ibissen en lepelaars).

## Verspreiding en leefgebied
Deze soort komt voor van Sierra Leone tot Ghana, zuidelijk Nigeria tot Gabon en zuidelijk Congo-Kinshasa.

## Status
De grootte van de populatie is in 2006 geschat op 200.000 tot 510.000 vogels. Op de Rode lijst van de IUCN heeft deze soort de status niet bedreigd.